# Live in Peru
Live in Peru (en español: En vivo en Perú) es un álbum en vivo del percusionista y productor peruano-estadounidense Tony Succar. Fue publicado el 21 de mayo de 2021 a través del sello Unity Entertainment. Dirigido y producido por él mismo, fue grabado en un concierto llevado a cabo en el Gran Teatro Nacional del Perú, en febrero de 2020.

## Lista de canciones
| N.º | Título                                                                                | Escritor(es)                                                   | Duración |  |
| 1.  | «Intro»                                                                               | Antonio Guillermo Succar                                       | 1:49     |  |
| 2.  | «Billie Jean» (con Jean Rodríguez)                                                    | Michael Jackson                                                | 5:17     |  |
| 3.  | «I Want You Back» (con Ángel López)                                                   | Alphonso J. Mizell, Berry Gordy, Deke Richards, Freddie Perren | 4:36     |  |
| 4.  | «Human Nature» (con Jean Rodríguez y Ángel López)                                     | John Bettis, Steve Porcaro                                     | 5:07     |  |
| 5.  | «Me enamoro más de ti» (con Jean Rodríguez)                                           | Jean Rodríguez, Jorge Luis Piloto, Antonio Guillermo Succar    | 6:41     |  |
| 6.  | «Percussion Solo»                                                                     | Antonio Guillermo Succar                                       | 3:14     |  |
| 7.  | «Sigue así» (con Debi Nova)                                                           | James Ingram, Quincy Jones                                     | 4:05     |  |
| 8.  | «Jamás volverá» (con Ángel López)                                                     | Thomas Bahler                                                  | 3:45     |  |
| 9.  | «Earth Song» (con Daniela Darcourt)                                                   | Michael Jackson                                                | 6:24     |  |
| 10. | «Será que no me amas» (con Fernando Vargas)                                           | Dave Jackson, Elmar Krohn, Juan Carlos Calderón, Mick Jackson  | 5:53     |  |
| 11. | «Tenemos que repetirlo» (con Jean Rodríguez)                                          | Guianko Gómez, Jorge Luis Piloto, Antonio Guillermo Succar     | 4:00     |  |
| 12. | «Mis ojos lloran por ti» (con Ángel López)                                            | Gustavo Roy Díaz                                               | 1:10     |  |
| 13. | «A puro dolor» (con Ángel López)                                                      | Omar Alfanno                                                   | 4:48     |  |
| 14. | «Más de mí» (con Ángel López)                                                         | Jorge Luis Piloto, Antonio Guillermo Succar                    | 5:10     |  |
| 15. | «Sentimiento original» (con Daniela Darcourt y César Vega)                            | Diego Giraldo, Antonio Guillermo Succar                        | 9:22     |  |
| 16. | «El ritmo de mi corazón» (con Gian Marco y Grupo 5)                                   | Gian Marco Zignago                                             | 4:47     |  |
| 17. | «Uptown Funk» (con Jean Rodríguez)                                                    | Bruno Mars, Jeff Bhasker, Mark Ronson, Philip Lawrence         | 4:15     |  |
| 18. | «Smooth Criminal» (con Jean Rodríguez, Ángel López y Daniela Darcourt)                | Michael Jackson                                                | 8:29     |  |
| 19. | «Man in the Mirror» (con Ángel López, Jean Rodríguez, Fernando Vargas y Maribel Díaz) | Glen Ballard, Siedah Garrett                                   | 6:48     |  |

## Premios y nominaciones
| Año  | Premiación                   | Categoría                   | Resultado | Refs.       |
| ---- | ---------------------------- | --------------------------- | --------- | ----------- |
| 2021 | Premios Luces de El Comercio | Disco del año               | Ganador   | [ 6 ] [ 7 ] |
| 2022 | Premios Grammy               | Mejor álbum latino tropical | Nominado  | [ 8 ] [ 9 ] |